# Josu Urrutia
Josu Urrutia Tellería (Lequeitio, Biscaia, País Basco, 10 de abril de 1968), é um ex-futebolista espanhol e ex-presidente do Athletic Club de Bilbao.
Durante sua carreira profissional representou somente as cores do Athletic, clube que o formou. Depois de uma longa trajetória em todas as categorias de base do clube, Josu chegou à equipe principal, sempre atuando como meio-campo. Abandonou o futebol em 2003, depois de 15 anos como profissional.
Em 2011, apresentou oficialmente sua candidatura às eleições presidenciais de julho daquele ano, vencendo-a por uma diferença de 2261 votos. Sua vitória registrou, à época, o recorde de votos obtidos por um candidato vencedor em eleições no clube.

## Trajetória no Athletic Club
- Categorias de base até 1986;
- Entre 1986 e 1988, jogou pela equipe B do clube (Bilbao Athletic);
- Entre 1988 e 1990, revezou entre as equipes B e principal;
- No período de 1990 a 2003, jogou apenas pela equipe principal do Athletic;
- Eleito no dia 7 de julho de 2011 o 31º presidente do clube, sendo o quarto[1] ex-jogador a conseguir tal feito.